# New Hope (Kentucky)
New Hope – jednostka osadnicza w Stanach Zjednoczonych, w stanie Kentucky, w hrabstwie Nelson.